# Неса Девил
Неса Девил (на английски: Nessa Devil) е артистичен псевдоним на Никола Жираскова (Nikola Jirásková) – чешка порнографска актриса, порнографски продуцент и модел.

## Биография
Родена е на 9 декември 1988 г. в град Острава, Моравско-силезки край, Чехословакия, днешна Чехия. Нейното рождено име е Никола Жираскова.
Най-напред работи като модел.
Кариерата ѝ в порнографската индустрия стартира в края на 2006 г. с участието си в кастинг на френския порнографски режисьор и продуцент Пиер Уудман. Секс сцената на този кастинг е заснета само една седмица след 18-ия ѝ рожден ден. През март 2007 г. тя подписва и договор с продуцентската компания на Уудман – „Уудман Ентъртеймънт“.
Като една от изпълнителките на тази компания участва в редица еротични изложения в различни градове и държави – в Брюксел, Белгия, в Барселона, Испания, в Кан, Франция, в Лисабон, Португалия, в Сидни и Мелбърн, Австралия, в Лас Вегас, щата Невада, САЩ и други.
През 2011 г. дебютира като продуцент в порнографската индустрия.
В своите секс сцени прави мастурбации, вагинален, орален и анален секс, двойно проникване, еякулация върху лицето ѝ, гълтане на сперма, лесбийски и групов секс. Участва във филма „Drunk Sex Orgy“, за който получава две номинации на наградите на AVN през 2010 г. в категориите за най-добро оргия/гангбанг издание и за най-добри оргия/гангбанг серии.
Участва заедно с Тара Уайт във видеоклипа на песента „Technotronic Flow“ на чешките рапъри Mad Skill и Rytmus.
Два пъти е увеличавала размера на гърдите си посредством хирургически операции с поставяне на силиконови импланти в тях, като след втората такава интервенция през пролетта на 2011 г. размера на гръдната ѝ обиколка става 34E.
След като започва да снима порно се премества да живее в Прага, Чехия, а след това и в Ню Йорк, САЩ.